# Hypocacculus asiaticus
Hypocacculus asiaticus är en skalbaggsart som beskrevs av Miłosz A. Mazur 1975. Hypocacculus asiaticus ingår i släktet Hypocacculus och familjen stumpbaggar. Inga underarter finns listade i Catalogue of Life.